# Râul Bâsca Mare
Râul Bâsca Mare este un curs de apă, cu izvor in Muntele Coroberț din Munții Vrancei. La confluența cu râul Bâsca Mică de la Varlaam, formează râul Bâsca Roziliei. 

## Hărți
- Harta Siriu - Trasee Montane
- Harta Munții Buzăului [nefuncțională – arhivă]